# Знакът на Венера
„Знакът на Венера“ (на италиански: Il segno di Venere) е италианска романтична комедия от 1955 година на режисьора Дино Ризи с участието на Франка Валери и София Лорен. Филмът е в програмата на Филмовия фестивал в Кан през 1955 г. 

## Сюжет
Младата и непривлекателна провинциалистка Чезира работи като машинописка и живее със своята красивата братовчедка Аниезе. И двете момичета мечтаят да се оженят. Един ден съседката гадателка Пина казва на Чезира, че тя е под знака на Венера, което ѝ обещава бързо запознанство и годеж. Всъщност в живота на момичето скоро се появяват трима мъже. Първо тя среща Ромоло, крадец на автомобили, който всъщност се оказва мамино синче. После среща възрастен поет-жиголо, който след като я ухажва, запознавайки се със самотната съседката гадателка Пина, заживява с нея. И накрая красивият Иняцио е третият, но той се влюбва в братовчедка ѝ Аниезе, която отговаря на чувствата му. В края на филма Аниезе и Иняцио очакват бебе, а Чезира е все още сама.

## В ролите
| Изпълнител       | Роля            |
| ---------------- | --------------- |
| Франка Валери    | Чезира          |
| София Лорен      | Аниезе          |
| Виторио Де Сика  | Алесио Спано    |
| Пепино Де Филипо | Марио           |
| Алберто Сорди    | Ромоло Проети   |
| Раф Валоне       | Иняцио Болонини |
| Вирджилио Риенто | баща на Аниезе  |
| Тина Пика        | Леля Тина       |
| Лина Дженари     | г-жа Пина       |
| Леополдо Триесте | Питоре          |